# Attila Pintér
Attila Pintér, né le 7 mai 1966 à Salgótarján, est un footballeur hongrois reconverti en entraîneur.

## Carrière de joueur

### En club
Il commence sa carrière de joueur professionnel avec le club de Ferencváros. En 1989, il part jouer une saison en Belgique, au Germinal Ekeren, avant de revenir au Ferencváros l'année suivante. 
En 1991-1992, il joue au Budapesti Vasutas Sport Club puis au Dunajska Streda en Slovaquie. De 1992 à 1995, il joue au Győri ETO FC, puis termine sa carrière au Vasas SC jusqu'en 1997.

### En équipe nationale
Il reçoit 20 sélection et inscrit 3 buts en équipe de Hongrie entre 1986 et 1991. 
Il joue son premier match en équipe nationale le 15 octobre 1986 contre les Pays-Bas et son dernier le 30 octobre 1991 face à la Norvège.
Il joue deux matchs comptant pour les éliminatoires de la coupe du monde 1990. À cette occasion, il inscrit un doublé face à l'Espagne le 15 novembre 1989. Il participe enfin à la Coupe du monde des moins de 20 ans 1985 organisée en URSS.

## Carrière d'entraîneur
En 2003-2004, il entraîne successivement MATÁV Sopron et Ferencváros. Il sera licencié de ce dernier club car il refuse de s'engager par écrit à mieux traiter ses joueurs.  En 2004-2005, il retourne au MATÁV Sopron, en D1 hongroise. En 2004-2005, il entraîne Vasas SC, en D1 hongroise. 
À partir de 2009, il retrouve la D1 hongroise et devient entraîneur du Győri ETO FC, ce jusqu'en 2013, où il est nommé sélectionneur de l'équipe de Hongrie. En poste de décembre 2013 à septembre 2014, il est démis de ses fonctions par les instances de la Fédération hongroise de football en raison des mauvaises performances de l'équipe. Il aura dirigé 5 matchs à la tête de la sélection nationale, pour deux victoires, un match nul et deux défaites.
- 2002-2003 :  Lombard-Pápa TFC
- 2003-déc. 2003 :  FC Sopron
- déc. 2003-2004 :  Ferencváros
- nov. 2004-2005 :  FC Sopron
- déc. 2005-2006 :  Vasas SC
- 2009-mars 2011 :  Győri ETO FC
- mars 2012-déc. 2013 :  Győri ETO FC
- déc. 2013-sep. 2014 :  Hongrie
- jan. 2016-déc. 2016 :  Mezőkövesd-Zsóry SE
- déc. 2016-2018 :  Puskás Akadémia FC
- nov. 2020-oct. 2021 :  Mezőkövesd-Zsóry SE
- avr. 2022-2022 :  III. Kerületi TUE
- sep. 2024-juin 2025 :  Vasas SC

## Palmarès
- Vainqueur de la Coupe de Hongrie en 1991 avec le Ferencváros TC